# Hoplitis saundersi
Hoplitis saundersi är en biart som först beskrevs av Joseph Vachal 1891.  Hoplitis saundersi ingår i släktet gnagbin, och familjen buksamlarbin. Inga underarter finns listade i Catalogue of Life.